# Clappia umbilicata
Clappia umbilicata är en snäckart som först beskrevs av Walker 1904.  Clappia umbilicata ingår i släktet Clappia och familjen tusensnäckor. IUCN kategoriserar arten globalt som utdöd. Inga underarter finns listade i Catalogue of Life.

## Bildgalleri

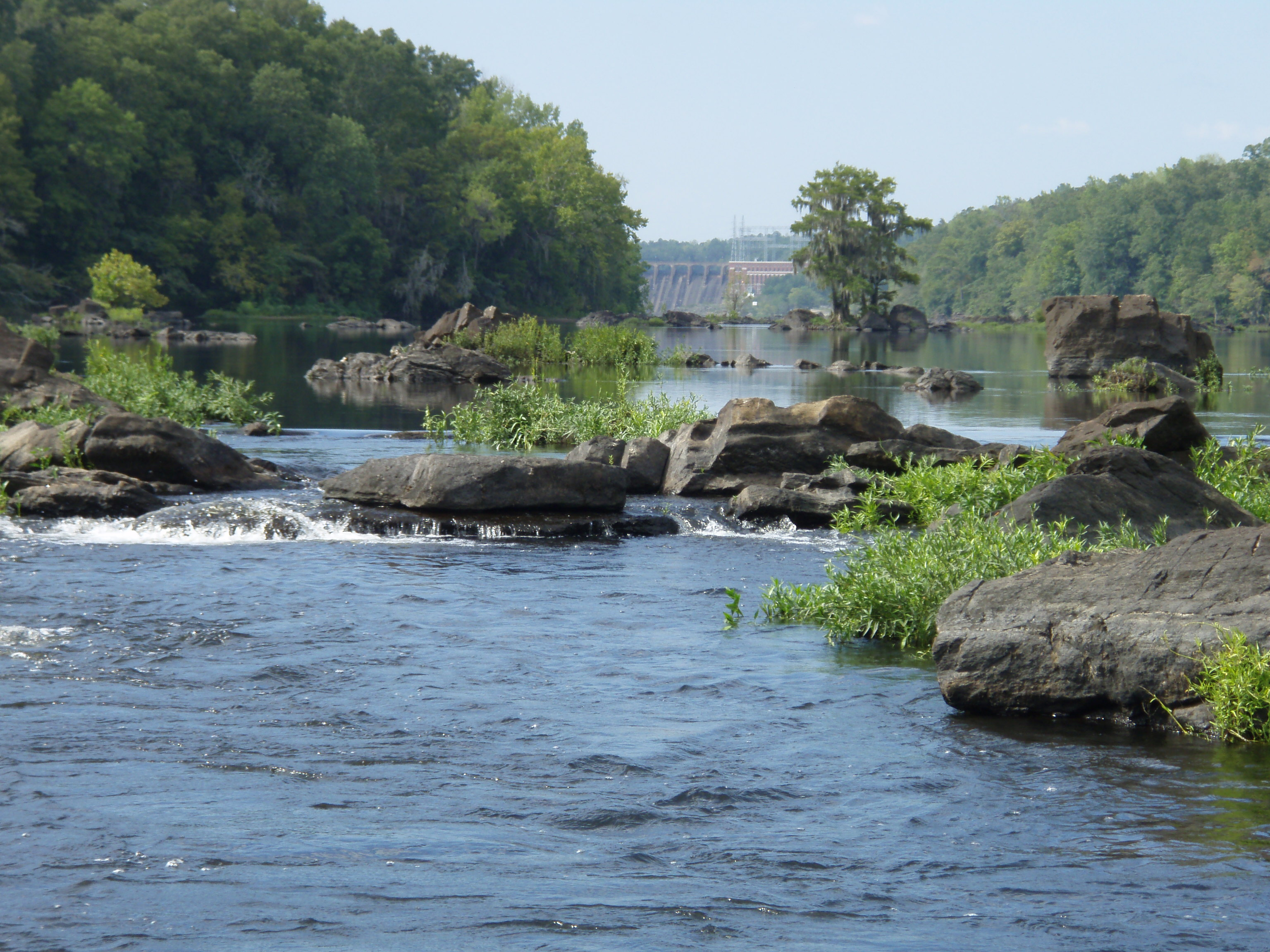